# بيترو كوفالتشوك
بيترو كوفالتشوك (بالأوكرانية: Ковальчук Петро Ярославович)‏ (28 مايو 1984 في أوكرانيا - ) هو لاعب كرة قدم أوكراني في مركز الدفاع. لعب مع استقلال دوشنبه وتشورنومورتس أوديسا ونادي سلوتسك وFC Lviv ‏ وFC Nika Ivano-Frankivsk ‏ وFC Odesa ‏ وFC Spartak Ivano-Frankivsk ‏ وكريفباس كريفي ريه ‏.

## وصلات خارجية
- بيترو كوفالتشوك على موقع اتحاد أوكرانيا (الإنجليزية)
- بيترو كوفالتشوك على موقع قاعدة بيانات كرة القدم.إي يو (الإنجليزية)
- بيترو كوفالتشوك على موقع Soccerway.com (الإنجليزية)
- بيترو كوفالتشوك على موقع AS.com (الإسبانية)